# Vanderhorstia steelei
Vanderhorstia steelei és una espècie de peix de la família dels gòbids i de l'ordre dels perciformes.

## Morfologia
- Els mascles poden assolir 5,2 cm de longitud total.[4]

## Hàbitat
És un peix marí, de clima tropical i demersal que viu fins als 5 m de fondària.

## Distribució geogràfica
Es troba al Pacífic oriental: les Illes de la Societat (Polinèsia Francesa).

## Observacions
És inofensiu per als humans.